# Kimaru Songok
Kimaru Songok (* 1936 im Nandi District, seit 2010 Nandi County) ist ein ehemaliger kenianischer Hürdenläufer und Sprinter.
Bei den British Empire and Commonwealth Games 1962 in Perth gewann er Silber über 440 Yards Hürden und wurde Fünfter mit der kenianischen 4-mal-440-Yards-Stafette. Über 440 Yards erreichte er das Halbfinale.
1964 schied er bei den Olympischen Spielen in Tokio über 400 m Hürden in der ersten Runde aus.
Bei den Afrikaspielen 1965 siegte er über 400 m Hürden, und bei den British Empire and Commonwealth Games 1966 in Kingston scheiterte er sowohl über 120 Yards Hürden wie auch über 440 Yards Hürden im Vorlauf.
Auch bei den Olympischen Spielen 1968 in Mexiko-Stadt kam er über 110 m Hürden und über 400 m Hürden nicht über die Vorrunde hinaus.

## Persönliche Bestzeiten
- 110 m Hürden: 14,4 s, 1968
- 400 m Hürden: 50,66 s, 13. Oktober 1968, Mexiko-Stadt